# Estância da Canção Gaúcha
A Estância da Canção Gaúcha é o principal festival de música nativista de São Gabriel e região, no estado do Rio Grande do Sul.
Busca revelar cantores da terra e preservar as tradições do Rio Grande do Sul, do pago e do dia-a-dia do antigo gaúcho.
Realizado desde 1994, o evento começou como uma prova da Reculuta Municipal, concurso da Coordenadoria Tradicionalista Municipal que define a ordem da Semana Farroupilha em São Gabriel. A partir de 1997, o festival começou a ter dimensões de espetáculo, sendo realizado no Parque de Exposições Assis Brasil e na antiga Cooperativa Mista Agrícola Gabrielense (COMAIG). 
A Estância foi interrompida em 2009 em razão da proliferação da Gripe A, e retomada em 2010, no Estádio Municipal Sílvio de Faria Corrêa, na gestão de Rossano Gonçalves. Nomes como João de Almeida Neto, Luiz Marenco, Jari Terres e Elton Saldanha fizeram os shows de intervalo. 
A 17ª Estância, realizada em 2010, foi vencida por Luciano Maia, com Meu Chasque Não Tem Floreio, uma homenagem ao compositor gabrielense Gaspar Machado. 